# Putna (Krassó-Szörény megye)

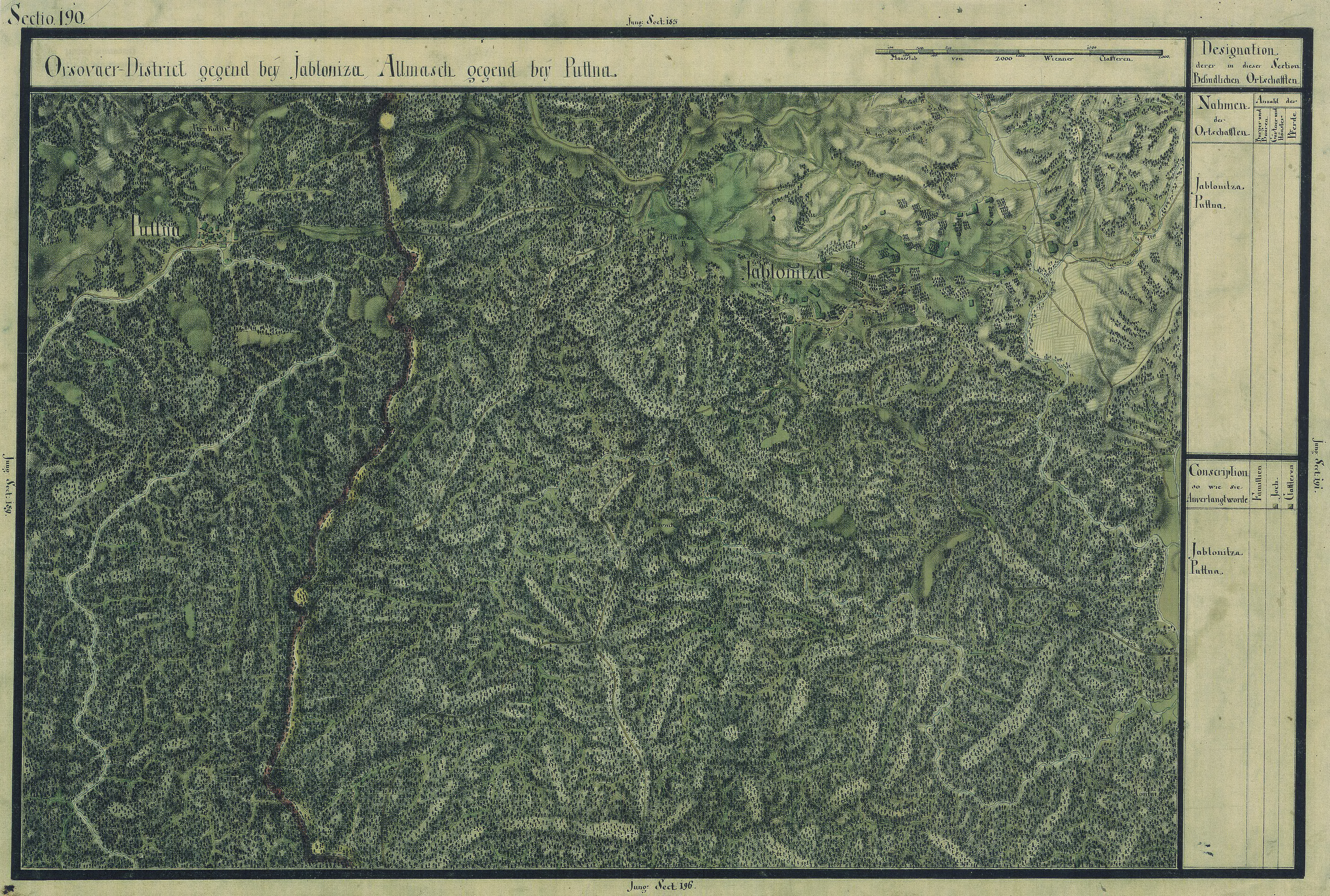
Putna környéke 1769-72 között

Putna település Romániában, a Bánságban, Krassó-Szörény megyében.

## Fekvése
Bozovicstól keletre, Mehádiától északnyugatra, a Putna völgyében fekvő település.

## Története
Putna nevét 1577-ben említette először oklevél Putna néven.
1808-ban Puttna, 1913-ban Putna alakban fordult elő.
1577-ben Gámán György feleségének Berta Katalinnak, Berta Gáspár leányának birtokai közé tartozott, ki ez évben testvéreivel Berta Miklóssal és Ferenccel megegyezett abban, hogy a karánsebesi kerületben fekvő Macsova, Pestere, Plugova, Putna és Brebul részbirtokok haszna négy évig testvéreié Berta Miklósé és Ferencé legyen, majd a 4 év lejárta után a birtok visszaszáll lánytestvérük Gámán Györgyné Berta Katalin birtokába. Berta Ferenc azonban a nevezett falvakban levő részbirtokát 1579-ben Gámán Györgynek 500 forintért elzálogosította, ebből később per is keletkezett.
Az 1717 évi összeírásban 13 házzal vették fel.
1774-től a zsupaneki zászlóalj határőri rendszeréhez került. A végvidéki rendszer megszüntetése előtt az oláhbánsági határőrezred prigori századához tartozott.
A trianoni békeszerződés előtt Krassó-Szörény vármegye Bozovicsi járásához tartozott.
1910-ben 410 lakosából 392 román volt. Ebből 5 római katolikus, 405 görög keleti ortodox volt.